# Angie Bainbridge
Angie Lee Bainbridge (ur. 16 października 1989 w Newcastle), australijska pływaczka, mistrzyni olimpijska, wicemistrzyni świata, wicemistrzyni świata na krótkim basenie. Specjalizuje się w pływaniu stylem dowolnym (głównie 200 m).
Jej największym osiągnięciem jest złoty medal Igrzysk Olimpijskich zdobyty w 2008 roku w Pekinie w sztafecie 4x200 m stylem dowolnym. Zawodniczka startowała wówczas tylko w eliminacjach.
Pływaczka została odznaczona Orderem Australii.